# Émetteur de Lichtenberg

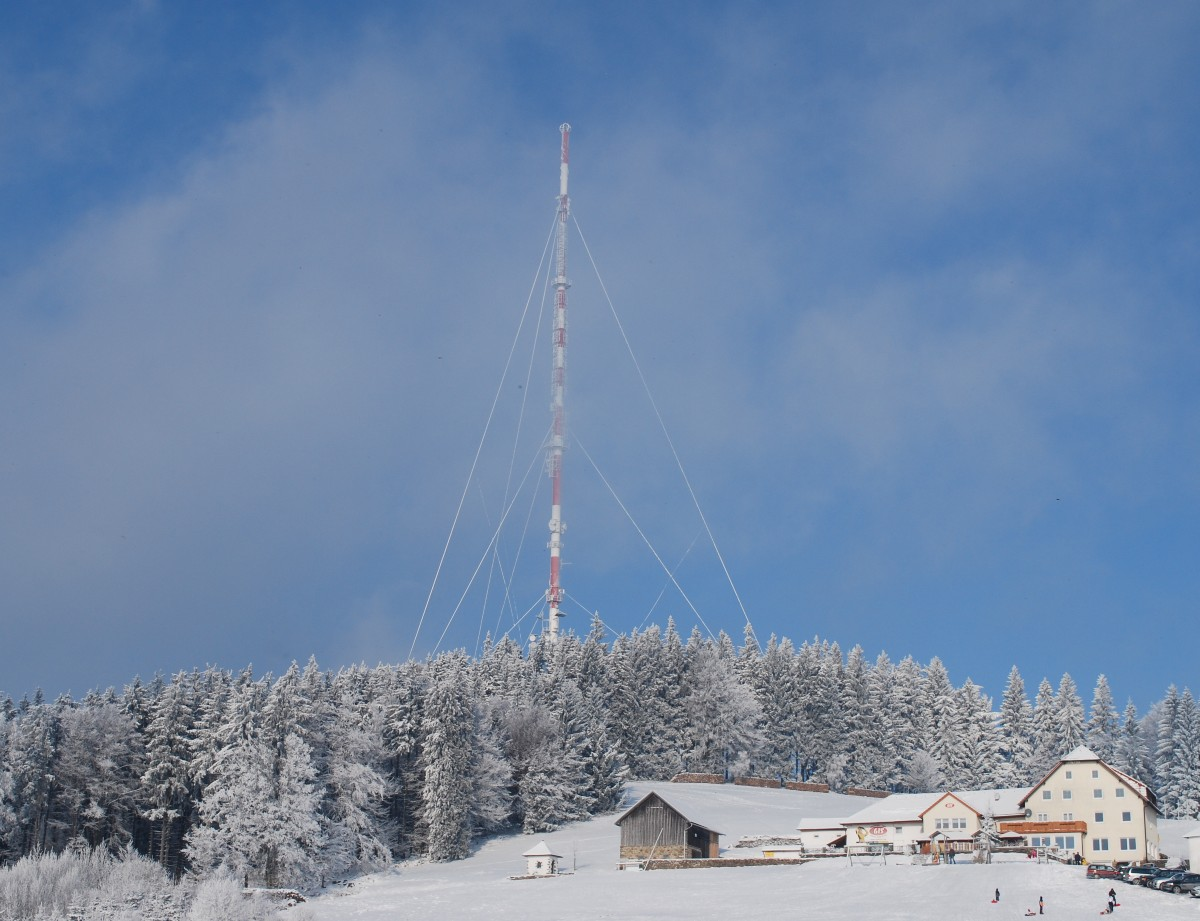
L'émetteur de Lichtenberg, hiver 2009

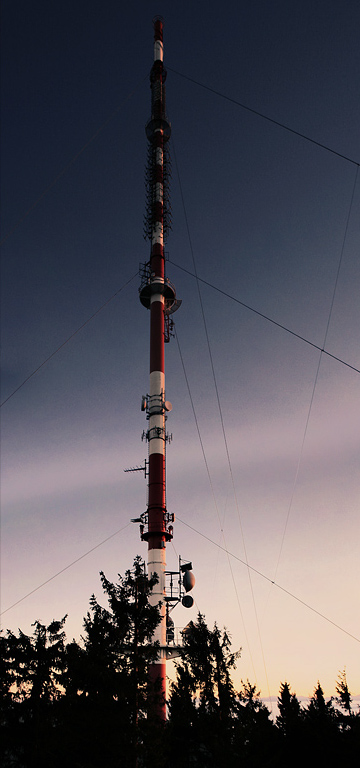
L'émetteur de Lichtenberg

L'émetteur de Lichtenberg est un émetteur d’ondes radioélectriques construit en 1959 sur le Lichtenberg (de) (à 927 m d'altitude), sur la commune du même nom, près de Linz, appartenant à l'Österreichische Rundfunksender (de), de très hautes fréquences et de télévision.

## L'antenne
L'antenne est une antenne radioélectrique en haut d'un mât haubané en tubes d'acier de 155 m, d'un diamètre de 1,9 m à la base et de 1,2 m au sommet. En août 1964, l'émetteur est augmenté pour l'émission de deux chaînes de télévision qui sont diffusées pour la première fois le 4 décembre 1964. L'émetteur émet huit très hautes fréquences et dix programmes de télévision.

## Aire de diffusion
L'émetteur de Lichtenberg a une grande zone de couverture. Il émet dans les districts de Basse- et de Haute-Bavière ainsi que dans toute la Haute-Autriche et près de Salzbourg, où, par beau temps, il peut être plus puissant que l'émetteur de Gaisberg (de). L'émetteur de Lichtenberg couvre aussi une partie de la Styrie et l'ouest de la Basse-Autriche.

## Fréquences et programmes[2]

### Radio analogique (Radio FM)
| Programme                 | Fréquence | PAR       | Zone de diffusion     | RDS PS                              |
| ------------------------- | --------- | --------- | --------------------- | ----------------------------------- |
| Ö3                        | 88,8 MHz  | 100 kW    | Toutes les directions | HITRADIO/__OE_3__                   |
| Radio Niederösterreich    | 90,1 MHz  | 10 kW     | Sud-Est               | RADIO-N_                            |
| KroneHit                  | 92,6 MHz  | 14,159 kW | Sud                   | KRONEHIT/__92,6__/_101,0__/__92,2__ |
| Radio Oberösterreich (de) | 95,2 MHz  | 100 kW    | Toutes les directions | *RADIO*/_**OOE**__                  |
| Radio Arabella            | 96,7 MHz  | 4 kW      | Sud-Ouest             | ARABELLA                            |
| Ö1                        | 97,5 MHz  | 100 kW    | Toutes les directions | ___OE_1__                           |
| Life Radio (de)           | 100,5 MHz | 100 kW    | Toutes les directions | *_LIFE_*                            |
| FM4                       | 104,0 MHz | 100 kW    | Toutes les directions | __FM4___                            |

### Télévision numérique (DVB-T/DVB-T2)
| Multiplexeur | Canal         | Programmes                                           | PAR     | Polarisation |
| ------------ | ------------- | ---------------------------------------------------- | ------- | ------------ |
| MUX A        | K43 (650 MHz) | ORF eins, ORF 2 (Haute- et Basse-Autriche), ATV (de) | 65 kW   | horizontal   |
| MUX B        | K37 (602 MHz) | Puls 4, ORF SPORT +, 3sat, Servus TV (de), ORF III   | 65 kW   | horizontal   |
| MUX C        | K51 (714 MHz) | LT1                                                  | 12,5 kW | horizontal   |
| MUX D        | K41 (634 MHz) | Pas encore attribué                                  | 65 kW   | horizontal   |
| MUX E        | K45 (666 MHz) | Pas encore attribué                                  | 65 kW   | horizontal   |
| MUX F        | K24 (498 MHz) | Pas encore attribué                                  | 65 kW   | horizontal   |

## Source, notes et références
- (de) Cet article est partiellement ou en totalité issu de l’article de Wikipédia en allemand intitulé « Sender Lichtenberg » (voir la liste des auteurs).

1. ↑  « Mât émetteur de Lichtenberg (Lichtenberg, 1959) », sur Structurae.de, 28 décembre 2008 (consulté le 15 juillet 2020).
2. ↑  https://www.ors.at/fileadmin/user_upload/downloads/ors19009_Senderfolder_Linz_Lichtenberg_A4_210519_web_01.pdf